# Acompsosaurus
Acompsosaurus é um gênero extinto de réptil, conhecido a partir de um esqueleto parcial encontrado no Membro Floresta Petrificada da Formação Chinle, perto de Fort Wingate, no Novo México, que já está perdida. O nome genérico significa "lagarto resistente". Pode ser um sinônimo júnior de Stagonolepis, pois sua pelve se assemelha à do S. robertsoni.